# Liste der deutschen Botschafter in Simbabwe
Die Liste der deutschen Botschafter in Simbabwe enthält die Botschafter der Bundesrepublik Deutschland in Simbabwe. Sitz der Botschaft ist in Harare. Von 1953 bis 1963 war Simbabwe Teil der Föderation von Rhodesien und Njassaland und hieß von 1963 bis zur Unabhängigkeit 1980 Rhodesien. Die Bundesrepublik Deutschland unterhielt ab 1956 ein Generalkonsulat in der Hauptstadt, die damals Salisbury hieß. Nach der Schließung des Generalkonsulats 1970 wurde am 18. April 1980 die Botschaft eröffnet.

## Generalkonsuln
| Name              | Amtszeit  | Anmerkungen                                         |
| ----------------- | --------- | --------------------------------------------------- |
| Georg Vogel       | 1956–1958 |                                                     |
| Norbert Berger    | 1959–1961 |                                                     |
| Hans-Joachim Eick | 1961–1963 |                                                     |
| N,N,              |           | Generalkonsulat Anfang der 1970er Jahre geschlossen |

## Botschafter
| Name                        | Amtszeit  | Anmerkungen |
| --------------------------- | --------- | ----------- |
| Richard Ellerkmann          | 1980–1983 |             |
| Franz von Mentzingen        | 1984–1988 |             |
| Werner Kilian               | 1988–1994 |             |
| Norwin Leutrum von Ertingen | 1994–1998 |             |
| Fritz Hermann Flimm         | 1998–2001 |             |
| Peter Schmidt               | 2001–2004 |             |
| Karin Blumberger-Sauerteig  | 2004–2008 |             |
| Albrecht Conze              | 2008–2011 |             |
| Hans-Günter Gnodtke         | 2011–2013 |             |
| Ullrich Wilhelm Klöckner    | 2013–2016 |             |
| Thorsten Hutter             | 2016–2020 |             |
| Udo Volz                    | 2021–2025 |             |
| Christoph Retzlaff          | 2025–     |             |